# Derecha política en México

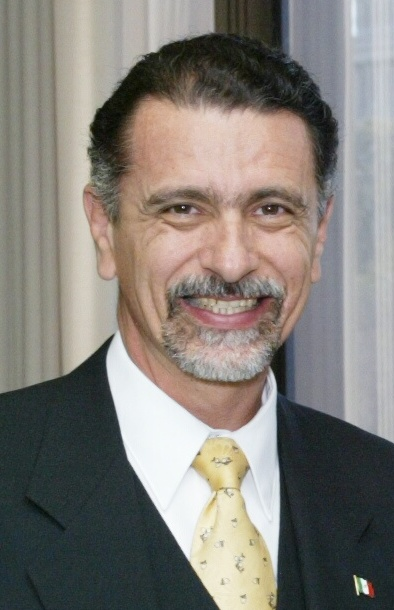
Carlos Abascal, exsecretario de Gobernación durante el sexenio de Fox. Fue miembro del Yunque e hijo de Salvador Abascal fundador de la UNS.

La categoría derecha política agrupa a organizaciones e individuos que se caracterizan, en la teoría política, por su inclinación conservadora de la moral y la distribución de la riqueza concentrada en pocos grupos de poder económico. Se establece de tajo una separación entre ella y la izquierda política, y se argumenta que unos y otros no comparten intereses u orientaciones programáticas, aunque en algunas ocasiones coincidan. A diferencia de la izquierda, la derecha en México carece de una identidad grupal asumida, lo que no obsta para que ciertos autores tiendan a agrupar en dicho concepto analítico a entidades de toda índole que comparten ciertos rasgos ideológicos.Para los analistas de la derecha en México, esta aparece como un archipiélago de grupos políticos que comprenden los siguientes:
- La derecha católica conservadora, interesada en la preservación de ciertos valores morales de la tradición católica, que suelen ser reivindicados por los partidos demó-cristianos;
- La derecha liberal, defensora del liberalismo económico y generalmente opuesta a la acción del Estado como regulador de la actividad de los particulares;
- La ultraderecha, término peyorativo usado por militantes de izquierda para describir grupos que sostienen versiones extremas de los dos anteriores puntos, así como movimientos fascistas, y frecuentemente acusada de influir en los gobiernos panistas recientes en términos similares a las "teorías de conspiración";

Los criterios anteriores no son suficientes para definir a los grupos mexicanos de derecha. Por ejemplo, conservadores mexicanos célebres, como Lucas Alamán, fueron partidarios del proteccionismo económico. La derecha mexicana como categoría es, en parte, una construcción histórica que obedece a la asunción del poder por los liberales del siglo XIX y que se consolidó durante las primeras décadas del siglo XX con el régimen presidencialista posrevolucionario. Con ayuda del partido entonces oficial PNR, luego PRI, los gobiernos posrevolucionarios se legitimaban como bloque opuesto a "la derecha". En el discurso oficial, la derecha fue asociada con el antiguo régimen que precedió a la revolución. La conceptualización de la derecha mexicana se debe también a personajes como Vicente Lombardo Toledano, fundador del Partido Popular Socialista.

## Historia
Según los analistas del tema, la derecha mexicana contemporánea (la del siglo XX y XXI) es heredera de las facciones políticas que son conocidas en la historia oficial como conservadores y monárquicos, mismos que fueron derrotados por los liberales en la segunda mitad del siglo XIX. Estos grupos estaban integrados por la élite criolla que tenía interés en la preservación del sistema político del virreinato de Nueva España, al que posteriormente se fue integrando un grupo de inversionistas extranjeros (principalmente de origen francés y británico). A pesar de existir una oposición más o menos regular entre las nacientes burguesías regionales y las élites aristocráticas heredadas del virreinato, los antecedentes de algunos grupos demócrata-cristianos pueden rastrearse en el pensamiento de ciertos grupos liberales. Apenas es necesario señalar que tras la ruina del estado de bienestar mexicano, las concepciones neoliberales llegaron a permear los programas políticos de casi todos los grupos de la derecha en su amplio espectro, hecho que implicó el abandono tácito de algunos conceptos fundamentales en el activismo político de la democracia cristiana, como el solidarismo, el familiarismo y el comunitarismo.

### Del monarquismo al republicanismo conservador
La mayor parte de los grupos económicos que eran beneficiados por el sistema económico de enclave fomentado por la Corona española se habían manifestado en contra de la independencia de México. Cuando el ejército napoleónico invadió la metrópoli, en todos los dominios españoles americanos tuvo lugar un movimiento autonomista encabezado por los criollos que dominaban varios de los más importantes ayuntamientos en América. El ayuntamiento de México no fue la excepción. Con Francisco Primo de Verdad y Melchor de Talamantes como principales exponentes, el ayuntamiento de México había decidido en 1808 erigirse en Junta de Gobierno para la Nueva España en tanto que el soberano de la América Mexicana (el rey de España) estaba impedido de ejercer el poder a causa de la ocupación francesa. Para ello contaban con el apoyo del virrey Iturrigaray. Sin embargo, los grupos política y económicamente predominantes en Nueva España (como los beneficiarios de los minerales, el alto clero y los comerciantes ultramarinos) pusieron punto final a este experimento autonomista al encarcelar a Verdad y a Talamantes, y lograr la destitución de Iturrigaray.
Cuando la rebelión independentista de corte popular (por la constitución de su tropa, más que por su orientación política, afín a los realistas autonomistas por lo menos en el principio), estos mismos grupos se mostraron reacios a apoyar la guerra insurgente. Pero cuando la Constitución de Cádiz fue ratificada en España y sus dominios (1812), la situación fue diferente. Al ver amenazados sus privilegios en la medida que la constitución gaditana era bastante liberal en comparación con el estado anterior de la ley, la élite aristocrática novohispana se mostró favorable a la separación de Nueva España con respecto de la metrópoli. Por ello, cuando la revolución popular (cada vez más radical, como lo muestran los documentos producidos por José María Morelos y Pavón y los diputados del Congreso de Chilpancingo) estuvo a punto de desaparecer (1813), algunos de aquellos que en un principio habían combatido a los insurgentes ahora habían tomado la bandera independentista.
Uno de ellos era Agustín de Iturbide, que tras haber convencido a Vicente Guerrero de participar en una alianza, se convirtió en un personaje clave en la consumación de la independencia de México. Pero el programa iturbidista estaba muy lejos del consagrado en la Constitución de Apatzingán, especialmente en lo que se refería al modo de gobierno. En el Acta de Independencia del Imperio Mexicano, como su mismo nombre lo indica, el naciente Estado adoptaría como forma de gobierno la monarquía.

### La derecha en elsigloXX
La llamada ultraderecha contemporánea mexicana tiene como principal antecedente el sinarquismo. En los años veinte y treinta del siglo XX, tuvieron un auge por el movimiento cristero que fue apoyado por la Asociación Nacional Católica de Padres de Familia (ANCPF). Se dice que se trata de ultraderecha por el carácter militar de su doctrina, en particular, su apoyo a la revuelta armada cristera y el hecho de proponer para México el modelo franquista de dictadura católica. Se suele llamar también de ultraderecha a los grupos que cuentan con células paramilitares o que defienden posiciones doctrinales extremistas en materia religiosa. Aunque no se debe confundir el hecho, se les llama de ultraderecha a los extremistas religiosos solo si su versión de religiosidad está ya establecida, de tal manera que se incurra en actitudes reaccionarias (entiéndase reaccionario como antónimo de revolucionario) para fomentar o asegurar la perpetuidad y/o continuidad de esta como sistema establecido y/o dominante. 
Es a finales de los años treinta cuando surge la Unión Nacional Sinarquista en México. Los grupos opuestos al Partido Acción Nacional (PAN) identifican a este partido demócrata cristiano como es, de derecha. Entre los años cuarenta y cincuenta, surge el Partido Demócrata Mexicano cuyo dirigente Gollaz fue miembro del Sinarquismo. Como organizaciones empresariales surgen Canacintra, CONCAMIN, CONCANACO y la COPARMEX. Entre estas organizaciones no existe necesariamente liga formal alguna, pero la clasificación derecha-izquierda lleva a reunir dichas organizaciones por su afinidad.
A partir del 2 de julio de 2000, al darse los resultados del triunfo del PAN en las elecciones presidenciales mexicanas, algunos grupos de izquierda alegan que han comenzado a desbordarse los proyectos de la derecha en los estados y municipios como Guanajuato, Aguascalientes, Veracruz y Baja California, donde se han presentado casos de discriminación sexual y políticas provita que han generado rechazo de los sectores moderados de la derecha (que han migrado al PRD o a nuevos partidos). Es el caso de Bernardo Bátiz y Jesús González Schmall. Aunque también se alega, dada la laxitud ideológica de los partidos en México, que estos y muchos más personajes que han cambiado de partido lo hacen por simple oportunismo y no por alguna convicción ideológica.
La canonización por conducto del papa Juan Pablo II de una serie de mártires mexicanos durante la guerra cristera ha renovado también el fervor en México. Han sido acusados de usar fondos del erario público para elevar un monumento a los mártires cristeros en Jalisco.
México es un país donde históricamente el Estado ha tenido una presencia importante en la vida diaria, lo cual no ha sido un ambiente propicio para el pleno desarrollo de la derecha, tanto liberal por el estatismo económico como la conservadora por la intromisión estatal en los asuntos religiosos.

## Organizaciones de derecha en México
La mayoría de los grupos que se dice pertenecen a la derecha política en México se supone que tienen como hilo conductor el tratar de conciliar el catolicismo conservador con el pragmatismo liberal. Grandes grupos empresariales e industriales como la Confederación Patronal de la República Mexicana (COPARMEX), el Consejo Coordinador Empresarial (CCE), la Cámara Nacional de la Industria de la Transformación (CANCINTRA) y la Confederación de Cámaras Industriales (CONCAMIN) se dice que se relacionan con organizaciones político-religiosas tales como los Caballeros de Colón y los Legionarios de Cristo. Otra organización central en la derecha fue el Comité Nacional Provida. 
Empresarios como Lorenzo Servitje, director de la industria panificadora Bimbo, y José Barroso Chávez, director de la Cruz Roja Mexicana, además de su vocación profesional tienen un gran peso en el sector filantrópico e, indirectamente, en las políticas de asistencia social gubernamentales. Lorenzo Servitje ha sido señalado como miembro del Yunque. En contraste, la concepción de la izquierda es que el Estado es responsable del bienestar social, como son la salud y educación gratuitas, seguridad pública y otros servicios públicos, de tal manera que el estado cumpla cabalmente con sus obligaciones constitucionales. El abandono de esta política ha hecho aparecer Instituciones de Asistencia Privada (IAP) que han terminado siendo juzgadas por delitos contra los niños que tienen en custodia (abuso sexual, trata, etc.), por lo que la polémica regresa a si es bueno relevar al Estado de sus obligaciones sociales.
Hugo Salinas Price, fundador del grupo Elektra, padre de Ricardo Salinas Pliego, actual propietario de TV Azteca, se dice que fue promotor del MURO una de las organizaciones pantalla del Yunque y que apoyó el llamado Partido Nacionalista Mexicano en los años cincuenta. Se argulle que Grupo Salinas ha contribuido a la reducción de la pobreza en México al introducir cada año al crédito al consumo a millones de personas que de otro modo no tendrían capacidad ni adquisitiva ni crediticia.
La Coparmex, desde su fundación en 1929 hasta el momento, se encuentra dirigida por personalidades que se ubican en la ultraderecha, como sus expresidentes Roberto Guajardo Suárez, Andrés Marcelo Sada, José Luis Coindreau, José María Basagoiti, Alfredo Sandoval González, Jorge Ocejo Moreno, Héctor Larios Santillán, Antonio Sánchez Díaz de Rivera, Carlos Abascal Carranza, Gerardo Aranda Orozco, Alberto Fernández Garza y Jorge Espina Reyes.